# S66 Greif
| FRG Naval Ensign     | FRG Naval Ensign                                                          |
| -------------------- | ------------------------------------------------------------------------- |
| S66 Greif            |                                                                           |
| Schnellboot Greif    |                                                                           |
| Typ                  | 143 – Albatros-Klasse                                                     |
| Rufzeichen           | DRBZ                                                                      |
| NATO-Nummer          | P6116                                                                     |
| Werft                | Lürssen Werft, Bremen-Vegesack                                            |
| Baubeginn:           | 13. Juli 1972                                                             |
| Kiellegung:          | 12. Dezember 1973                                                         |
| Stapellauf:          | 4. September 1975                                                         |
| Taufpate/Taufpatin:  | KAdm von Schröter / Frau Ruth von Schröter                                |
| Indienststellung:    | 25. November 1976                                                         |
| Außerdienststellung: | 4. Juli 2005                                                              |
| Dienstzeit:          | 28 Jahre, 7 Monate und 6 Tage                                             |
| gefahrene Seemeilen: | 241 721 sm (447 667 km)                                                   |
| Verbleib:            | tunesische Marine 505 Hannon                                              |
| Heimathafen:         | 1976–1994 Marinestützpunkt Olpenitz 1994–2005 Marinestützpunkt Warnemünde |
| Technische Daten     |                                                                           |
| Länge                | 57,58 m                                                                   |
| Breite               | 7,62 m                                                                    |
| Tiefgang             | 2,60 m                                                                    |
| Verdrängung          | 405 t                                                                     |
| Geschwindigkeit      | 42 kn                                                                     |
| Antrieb              |                                                                           |
| Dieselmotor          | 4 × MTU 16V 956 TB91                                                      |
| Leistung             | 4.500 PS (18.000 PS)                                                      |
| Wellen               | 4                                                                         |
| Schrauben            | dreiflügelig 1,30 m ⌀                                                     |
| Ruder                | 2                                                                         |
| E-Dieselmotoren      | 4 × 177 PS je Generator 135 kVA                                           |
| Verbrauchsstoffe     |                                                                           |
| Diesel               | 32 m³                                                                     |
| Bewaffnung           |                                                                           |
| Flugkörper           | 4 × MM38 Exocet                                                           |
| Torpedo              | 2× Torpedorohr 533 mm S5A2                                                |
| Geschütz             | 2× OtoMelara 76 mm                                                        |
| SMG                  | 2× Browning M2                                                            |
| Sensoren             |                                                                           |
| Fire Control         | WM27 – 444DU                                                              |
| Navigationsradar     | 3 RM/20                                                                   |
| Eloka-Anlage         | Octopus                                                                   |
| Data Link            | LINK 11                                                                   |
| Besatzung            |                                                                           |
| Besatzung            | 43 Soldaten                                                               |
| Offiziere            | 5 (Kommandant, I WO, II WO, III WO, STO)                                  |
| PUO                  | 5 (DM, EM, MM, SOP, STT)                                                  |
| Unteroffiziere       | 15                                                                        |
| Mannschaften         | 18                                                                        |

S66 Greif (P6116) war ein Schnellboot der Deutschen Marine. Es gehörte zur Klasse 143 (Albatros-Klasse). Gebaut auf der Lürssen-Werft in Bremen-Vegesack war es zunächst dem 2. Schnellbootgeschwader in Olpenitz zugeteilt. Nach der deutschen Wiedervereinigung wurde das Geschwader zusammen mit dem 7. Schnellbootgeschwader nach Rostock/Hohe Düne verlegt. Im Zuge einer Neugruppierung wechselten jeweils fünf Boote des 2. Schnellbootgeschwaders in das 7. Schnellbootgeschwaders und umgekehrt. Zu diesen gehörte auch der Greif bis zu seiner Außerdienststellung 2005, bevor er zusammen mit sechs weiteren Booten der Klasse 143 nach Tunesien verkauft worden ist, wo er unter dem Namen Hannon weiter eingesetzt wird.

## Kommandanten
| 25.11.1976 – 26.03.1979 Korvettenkapitän Cassens, Hermann |
| 26.03.1979 – 06.07.1979 KKpt Reibnitz, Jochen             |
| 06.07.1979 – 26.02.1981 KKpt Feist, Rainer                |
| 26.02.1981 – 29.03.1984 KKpt Alde, Klaus                  |
| 29.03.1984 – 29.09.1987 KKpt Mascow, Jürgen               |
| 29.09.1987 – 01.10.1990 KKpt Hamann, Lorenz               |
| 01.10.1990 – 26.11.1990 KKpt Balduhn, Ernst               |
| 26.11.1990 – 30.06.1993 KKpt Seyfried, Hans               |
| 25.09.1993 – 27.09.1996 KKpt Klimke, Thomas               |
| 27.09.1996 – 28.09.2002 KKpt Lahn, Andreas                |
| 28.09.2002 – 18.04.2005 KptLt Scharnagel, Bernd           |

## Weitere Schiffe mit dem Namen Greif
- Greif (Schiff, 1927), Torpedoboot der Raubvogel-Klasse der deutschen Reichs- und Kriegsmarine
- Greif, Flugsicherungsschiff der deutschen Luftwaffe im Zweiten Weltkrieg, siehe Gustave Zédé (Schiff, 1937)
- Greif (Schiff, 1942), deutsches Peilschiff
- Greif (Schiff, 1951), deutsches Segelschulschiff (ex DDR Wilhelm Pieck)
- S9 „Greif“, Schnellboot der deutschen Bundesmarine, siehe Jaguar-Klasse#Klasse 141
- S66 Greif, Flugkörperschnellboot der Deutschen Marine
- Greif (Schiff, 1866), Radaviso der Österreichisch-Ungarischen Marine
- Greif (Schiff, 1887), Aviso der deutschen Kaiserlichen Marine
- Greif (Schiff, 1916), deutscher Hilfskreuzer im Ersten Weltkrieg
- SM Tb Greif (63T), Hochseetorpedoboot der K.u.K. Marine, siehe Kaiman-Klasse

Torpedoboote mit der Bezeichnung "S 66":
- Kleines Torpedoboot 1893 S 66, seit September 1914: T 66
- Großes Torpedoboot 1913 S 66; beides Boote der deutschen Kaiserlichen Marine.

## Übersicht der Schnellboote Klasse 143
| Bezeichnung  | Indienststellung   | Außerdienststellung | Verbleib                                                                                       |
| ------------ | ------------------ | ------------------- | ---------------------------------------------------------------------------------------------- |
| S61 Albatros | 1. November 1976   | 24. März 2005       | Marinearsenal Wilhelmshaven, zunächst Ersatzteilträger, 2012 als Naa Gbewaa (P 39) an Ghana    |
| S62 Falke    | 13. April 1976     | 16. Dezember 2004   | Marinearsenal Wilhelmshaven, Ersatzteilträger, inzwischen abgewrackt.                          |
| S63 Geier    | 2. Juni 1976       | 29. September 2005  | tunesische Marine (507 Himilcon)                                                               |
| S64 Bussard  | 14. August 1976    | 24. März 2005       | Marinearsenal Wilhelmshaven, zunächst Ersatzteilträger, 2012 als Yaa Asantewaa (P 38) an Ghana |
| S65 Sperber  | 27. September 1976 | 30. Juni 2005       | tunesische Marine (506 Hamilcar)                                                               |
| S66 Greif    | 25. November 1976  | 30. Juni 2005       | tunesische Marine (505 Hannon)                                                                 |
| S67 Kondor   | 17. Dezember 1976  | 16. Dezember 2004   | Marinearsenal Wilhelmshaven, Ersatzteilträger                                                  |
| S68 Seeadler | 28. März 1977      | 29. September 2005  | tunesische Marine (508 Hannibal)                                                               |
| S69 Habicht  | 23. Dezember 1977  | 13. Dezember 2005   | tunesische Marine (509 Hasdrubal)                                                              |
| S70 Kormoran | 29. Juli 1977      | 13. Dezember 2005   | tunesische Marine (510 Giscon)                                                                 |